# Hadejia (Fluss)
Der Hadejia (Hausa: kogin Haɗeja) ist ein Fluss im Norden Nigerias und ein Nebenfluss des Komadugu Yobe.

## Verlauf
Der Fluss entsteht aus dem Zusammenfluss des Kano und des Challawa, 15 km südlich der Stadt Kano. Er beschreibt zunächst einen Halbkreis mit etwa 40 km Durchmesser nach Süden um dann in nordöstlicher Richtung dem Nguru-See und den Hadejia-Nguru-Feuchtgebieten entgegen zu fließen, in dem er sich verliert. Die Städte Hadejia und Nguru liegen am Ufer des Flusses.

## Hydrometrie
Die Durchflussmenge des Hadejia wurde in Wudil, kurz nach dem Zusammenfluss von Kano und Challawa in m³/s gemessen (aus Diagramm abgelesen).
Die Verdunstung in dem Gebiet das der Hadejia durchfließt ist sehr hoch. Bedingt dadurch, und durch das niedrige Gefälle, ist der Abfluss in l/(s*km²) nur noch gut ein viertel.

## Ökologie
Seine Quellflüsse werden zu Bewässerungszwecken durch den Challawa Gorge-Damm und im Tiga-Stausee aufgestaut. Die Abdämmung des Hadejia zur Bewässerung führte zu einer Verringerung der Wassermenge in den Hadejia-Nguru-Feuchtgebieten, die der Hadejia zusammen mit dem Nguru Lake bildet. Der Fluss wird zu 80 Prozent von den Dämmen Tiga und Challawa Gorge kontrolliert.